# Ricaud (Aude)
Ricaud település Franciaországban, Aude megyében. Lakosainak száma 328 fő (2022. január 1.). Ricaud Airoux, Castelnaudary, Labastide-d’Anjou, Mas-Saintes-Puelles, Souilhanels és Soupex községekkel határos.

## Népesség
A település népessége az elmúlt években az alábbi módon változott:
| Lakosok száma | 185  | 187  | 245  | 271  | 306  | 301  | 299  | 302  | 310  | 328  |
|               | 1968 | 1982 | 1990 | 2006 | 2013 | 2015 | 2017 | 2019 | 2020 | 2022 |